# Khouzama
Khouzama (franska: Khouzama (CR), Khouzama (Commune Rurale), arabiska: اغرم نوكدال) är en kommun i Marocko.   Den ligger i provinsen Ouarzazate och regionen Drâa-Tafilalet, i den centrala delen av landet, 400 km söder om huvudstaden Rabat. Antalet invånare är 8 191.